# Nhĩ Chu Triệu
Nhĩ Chu Triệu (chữ Hán: 尔朱兆, ? – 533), tên tự là Vạn Nhân, người Bắc Tú Dung xuyên , dân tộc Yết đã Tiên Ti hóa, là tướng lãnh, quyền thần nhà Bắc Ngụy trong lịch sử Trung Quốc.

## Thời trẻ
Nhĩ Chu Triệu là cháu gọi tù trưởng Nhĩ Chu Vinh bằng chú. Từ nhỏ ông khỏe mạnh, giỏi cưỡi ngựa bắn cung, tay không bắt mãnh thú, nhanh nhẹn hơn người. Nhiều lần theo Vinh sắn bắn, gặp những nơi vách cao khe sâu, Triệu vượt qua đầu tiên. Nhĩ Chu Vinh vì thế đặc biệt khen ngợi yêu mến, dùng làm nanh vuốt.
Có lần Nhĩ Chu Vinh đưa tiễn sứ giả triều đình, thấy hai con hươu, gọi ông đến, giao 2 mũi tên, nói với sứ giả: "Có thể bắt những con hươu này để dùng bữa ngay bây giờ." Rồi dừng ngựa nhóm lửa để đợi. Một lúc sau Triệu bắt được một con hươu, Vinh muốn khoa trương, sai người trách ông: "Sao không bắt hết?" Nhĩ Chu Triệu bị phạt 50 trượng.

## Phụng sự Nhĩ Chu Vinh
Nhĩ Chu Triệu theo Nhĩ Chu Vinh đánh dẹp nghĩa quân, nhờ công được thăng làm Bình viễn tướng quân, Bộ binh hiệu úy. Nhĩ Chu Vinh tiến vào Lạc Dương, ông kiêm chức Tiền phong đô đốc. Khi Hiếu Trang đế lên ngôi, được nhân chức Trung quân tướng quân, Kim tử quang lộc đại phu, còn nhận Giả kiêu kỵ tướng quân, Kiến Hưng thái thú. Tiếp đó thăng làm Sứ trì tiết, Xa kỵ tướng quân, Vũ vệ tướng quân, Tả quang lộc đại phu, Đô đốc, Dĩnh Xuyên quận khai quốc công, thực ấp 1200 hộ.
Ông theo Thượng Đảng vương Nguyên Thiên Mục đánh dẹp khởi nghĩa Hình Cảo.
Khi Nguyên Hạo được quân nhà Lương đưa vào Lạc Dương, quân đội của ông ta đóng đồn ngăn giữ ở Hà Kiều, Nhĩ Chu Vinh sai ông cùng bọn Hạ Bạt Thắng từ bờ tây Mã Chử trong đêm đưa vài trăm kỵ binh vượt Hoàng Hà, tập kích con của Hạo là Quan Thụ, bắt sống ông ta. Lại tiến quân phá An Phong vương Nguyên Duyên Minh, khiến Hạo phải bỏ chạy. Hiếu Trang đế về cung luận công, ông được nhận chức Tán kỵ thường thị, Xa kỵ đại tướng quân, Nghi đồng tam tư, tăng ấp 800 hộ. Làm Phần Châu thứ sử, lại tăng ấp 1000 hộ. Lại được gia chức Thị trung, Phiêu kỵ đại tướng quân, còn tăng ấp 500 hộ.

## Nắm quyền nhà Bắc Ngụy
Khi Nhĩ Chu Vinh bị Hiếu Trang đế giết, Triệu từ Phần Châu soái kỵ binh giữ Tấn Dương. Nguyên Huy nắm quyền chánh, cho ông thụ chức Đại tướng quân, thăng tước làm vương. Nhưng Triệu vẫn cùng bọn Nhĩ Chu Thế Long bàn mưu đánh Lạc Dương, rồi soái quân nam tiến, đến núi Thái Hành, đô đốc Sử Ngỗ Long dưới quyền Đại đô đốc Nguyên Tử Cung mở lũy ra hàng, Tử Cung lui chạy. Ông đưa khinh kỵ theo đường tắt từ Hà Lương tây tiến, vượt Hoàng Hà bất ngờ tập kích kinh thành. Quân của Triệu ập vào, túc vệ tan chạy, Hiếu Trang đế trốn ra cửa Vân Long thì bị bắt. Ông đem Hiếu Trang đế giam ở chùa Vĩnh Ninh, đánh chết hoàng tử (con của Nhĩ Chu hoàng hậu), hãm hiếp phi tần, thả binh cướp bóc; ở lại Lạc Dương hơn tuần thì đưa đế về Tấn Dương, còn mình dừng lại Hà Lương kiểm đếm tài sản. Sau đó, sai người giết chết Hiếu Trang đế ở chùa Tam Cấp,
Ngay sau khi giết Nhĩ Chu Vinh, Hiếu Trang đế ban chiếu cho nghĩa quân Hột Đậu Lăng Bộ Phiền ở Hà Tây tập kích Tú Dung. Triệu vào Lạc Dương thì cũng là lúc binh lực của Bộ Phiền rất mạnh, từ phía nam uy hiếp Tấn Dương. Ông không dám ở lại Lạc Dương thêm nữa, mà vội vàng lui quân về Tấn Dương chống lại Bộ Phiền.
Triệu hữu dũng vô mưu, nhiều lần bị Bộ Phiền đánh bại, bèn thu gom sĩ tốt, tính ra Sơn Đông. Ông mấy lần gọi thì Tấn Châu thứ sử Cao Hoan mới đến, chia cho ông ta người của 3 châu 6 trấn, phân biệt doanh binh, rồi cùng nhau đưa quân đi về phía nam, để tránh khí thế hừng hực của nghĩa quân. Bộ Phiền đuổi theo đến quận Nhạc Bình, Triệu và Hoan quay lại tấn công, chém được Bộ Phiền ở núi Thạch Cổ thuộc Tú Dung. Ông đưa vài chục kỵ binh đến chỗ Hoan, uống rượu thâu đêm. Sau đó, Triệu mời Hoan, ông ta đã lên ngựa, nhưng bọn trưởng sử Tôn Đằng níu áo giữ lại. Triệu cách sông mắng chửi bọn Đằng, rồi lui quân. Hoan về miền đông, ông về Tấn Dương.
Khi Bắc Ngụy Tiết Mẫn đế mới lên ngôi, thụ Triệu làm Sứ trì tiết, thị trung, đô đốc Trung ngoại chư quân sự, Trụ quốc đại tướng quân, Lĩnh quân tướng quân, Lĩnh tả hữu, Tịnh Châu thứ sử, kiêm Lục thượng thư sự, Đại hành đài. Lại lấy ông làm Thiên trụ đại tướng quân, Triệu cho rằng đây là quan chức mà Nhĩ Chu Vinh đã nhận rồi phải chết, nên không dám nhận. Sau đó được gia chức Đô đốc 10 châu chư quân sự, thế tập Tịnh Châu thứ sử.

## Bị Cao Hoan đánh bại
Cao Hoan hạ được Ân Châu, ra mặt chống đối họ Nhĩ Chu. Triệu cùng Trọng Viễn, Độ Luật hẹn nhau cùng đánh dẹp. Trọng Viễn, Độ Luật lần lượt đến Dương Bình, ông bắc tiến ra Tỉnh Hình, đóng đồn ở Quảng A, phao lên có 10 vạn người. Hoan bày kế phản gián, khiến cho liên quân chia rẽ, lần lữa không tiến. Trọng Viễn mấy lần sai Hộc Tư Xuân, Hạ Bạt Thắng đến khuyên nhủ. Triệu đưa 300 khinh kỵ đến gặp Trọng Viễn, cùng ngồi trong trướng. Ông tỏ ra thô bạo, ra mặt bất bình, tay múa roi ngựa, miệng nói lớn tiếng, mắt nhìn hằn học, rồi đột ngột ra ngoài, lên ngựa bỏ về. Trọng Viễn sai Xuân, Thắng chạy theo giải thích, Triệu bắt trói bọn họ đem về, qua hôm sau mới thả ra. Bọn Trọng Viễn lui chạy, Cao Hoan bèn tiến đánh, Triệu đại bại.
Triệu thua chạy về Tấn Dương, Nhĩ Chu Thế Long muốn hòa giải, nên xin Tiết Mẫn đế nạp con gái của ông làm Hoàng hậu, Triệu rất mừng rỡ. Thế Long dùng hậu lễ mời ông đến Lạc Dương, rất nhún nhường với Triệu, luôn theo ý của ông, không hề trái lời. Triệu cùng Thiên Quang, Độ Luật hội họp, nhưng rồi lại nghi kỵ lẫn nhau, khiến cho liên quân đại bại ở núi Hàn Lăng.
Triệu lại thua chạy về Tấn Dương, Cao Hoan từ Nghiệp Thành tiến đánh, ông bèn chạy đi Tú Dung. Cao Hoan truy kích, Triệu chạy đến Xích Hồng Lĩnh, bộ hạ tan rã. Ông hết đường, giết con ngựa đang cưỡi, rồi tự treo cổ trên cây. Cao Hoan nhặt thây ông về an táng.

## Đánh giá
Triệu chiến đấu quả cảm, mỗi khi ra trận, thường đi đầu tướng sĩ, được mọi người khâm phục. Nhưng ông thô kệch kém khôn, không có tài làm tướng. Nhĩ Chu Vinh tuy khen sự can đảm, quyết đoán của cháu mình, nhưng vẫn nói: "Triệu nắm được không quá 3000 kỵ binh, nhiều hơn ắt loạn!"

## Dật sự
Triệu sắp tấn công Ngụy Hiếu Trang đế ở Lạc Dương, sai sứ mời Cao Hoan, Tôn Đằng khuyên ông ta không nên tham gia việc bạn nghịch, nhưng không thể từ chối để gây oán hận, mà tìm cớ thoái thác rằng: phải đánh dẹp người Thục ở Vân Sơn để trừ mối lo về sau, xong, sẽ ở bên kia Hoàng Hà làm thế ỷ giốc giúp Triệu. Hoan nghe theo, sai Đằng đi trình bày với ông. Khi ấy Nhĩ Chu Triệu đang ở Đại Cốc thuộc Tịnh Châu, gặp Đằng, biết Hoan không đến, rất không vui, nói: "Về nói với anh Cao, em có giấc mơ lành, bây giờ quyết đoán thi hành, ắt đạt được thành công." Đằng hỏi: "Vương mơ ra sao?" Ông đáp: "Ta đã mơ thấy người cha đã mất của ta trèo lên ngọn đồi cao, đất hai bên đều được cày nhuyễn, chỉ có gốc cỏ mã lận vẫn còn khắp nơi, cha ta hỏi sao không nhổ đi, bộ hạ đáp (gốc cỏ) chắc không thể làm nổi. Cha ta nhìn ta, lệnh cúi xuống nhổ cỏ, tay ta đến đâu, không gì không bật ra. Cứ lấy việc này mà nói, đi ắt thành công."
Trước đó, có người ở ven Hoàng Hà mơ thấy một vị thần nói với mình: "Họ Nhĩ Chu muốn vượt Hoàng Hà, dùng mày làm người nắm quyền ở bến Lũy Ba, vì họ mà rút mạch nước." Hơn tháng, người ấy chết. Khi Triệu đến, gặp người qua đường cho biết Hoàng Hà có chỗ nông, khiến cỏ mọc khắp nơi dẫn thành lối đi. Nói xong thì biến mất. Ông bèn thúc ngựa vượt sông. Hôm ấy, gió lớn ầm ầm, cát bụi giăng trời; quân Nhĩ Chu xông vào cửa cung, túc vệ nhận ra, giương cung muốn bắn, áo dài tốc lên dây cung, không phát tên ra được, nên tan chạy.
Sau khi Tôn Đằng trở về báo lại, Cao Hoan cho rằng Hiếu Trang đế sẽ ngăn được Triệu ở Hoàng Hà, dự định nhân lúc ông lui quân thì tập kích. Không lâu sau, Triệu hạ được kinh sư, rồi quay về Tấn Dương, đô đốc Úy Cảnh đi theo, gửi thư báo tin cho Cao Hoan. Ông ta kinh ngạc, đành gửi thư khuyên ông không nên làm hại thiên tử.